# Pierre Loti
Pierre Loti, eredeti nevén Julien Louis Marie Viaud (Rochefort, 1850. január 14. – Hendaye, 1923. június 10.) francia író. Negyvenéves tengerésztiszti pályafutásában, a porosz–francia háborúban és az első világháborúban szerzett tapasztalatait, életismeretét rögzítette nagyrészt önéletrajzi ihletésű elbeszéléseiben. Prózájára a romantikus, egzotikus színezet, melankolikus, néhol tragikus életszemlélet, szorongásos, fülledt atmoszféra jellemző.

## Élete
Miután 1867-ben elvégezte a tengerészeti iskolát, matrózként tengerre szállt, majd 1881-ben hadnaggyá léptették elő. Loti haditengerészeti pályafutása szükségszerűen együtt járt azzal, hogy hosszú ideig távol volt Franciaországtól. Sok időt töltött a levantei kikötőkben és a Távol-Keleten. Utazásai során különféle szerelmi ügyekbe keveredett, amiket regényeiben, novelláiban megörökített. Első könyve, névtelenül jelent meg 1879-ben Aziyade címmel, ebben elmesélte szerelmét egy cserkesz rabszolgalánnyal, akivel Szalonikiben és három évvel korábban Isztambulban is találkozott.
A Francia Akadémia tagjai közé választotta 1891-ben. Hosszú betegség után halt meg Hendaye-ben a baszk tengerparton 1923. június 10-én.

## Művei
- Aziyadé (1879) (ford. Novelly Riza Levelek és töredékek egy angol tengerésztiszt naplójából 1903)
- Rarahu (1880)
- Le Roman d'un Spahi (1881) (ford. Aranyossy P. Egy spáhi története 1920; film: M. Bernheim, 1936 francia)
- Fleurs d'Ennui (1882)
- Mon Frère Yves (1883) (ford. Kelen Ferenc Yves testvérem, 1920)
- Les Trois Dames de la Kasbah (1884), ford. Pongrácz Árpád A három kasbahi nő 1920)
- Pêcheur d'Islande (1896) (ford. Kováts S. J. Izlandi halász, 1896, Hegedűs A. Izlandi halászok, 1918, film: Ch. Vanel 1924 francia; P. Schoendoerffel, 1958, francia)
- Madame Chrysanthème (1887) (ford. ifj. Lónyai Sándorné Chrysanthème asszonyság, 1899; Vészi Margit Krizantém asszony 1919)
- Propos d'Exil (1887)
- Japoneries d'Automne (1889) (Az őszi Japán, 1889)
- Au Maroc (1890)
- Le Roman d'un Enfant (1890) (Egy gyermek regénye 1890)
- Le Livre de la Pitié et de la Mort (1891)
- Fantôme d'Orient (1892) Keleti kísértet
- L'Exilée (1893)
- Matelot (1893)
- Le Désert (1895) (A sivatag, 1895)
- Jérusalem (1895) (Jeruzsálem, 1895
- La Galilée (1895) (Galilea, 1895)
- Ramuntcho (1897) (film R. Barberis 1938, francia, P. Schoendoerffer, 1958 francia))
- Figures et Choses qui passaient (1898) (ford. Marquis G., Tűnő képek 1901)
- Judith Renaudin (1898)
- Reflets de la Sombre Route (1899)
- Les Derniers Jours de Pékin (1901) (Peking utolsó napjai, útleírás)
- L'Inde sans les Anglais (1903) (ford. Novelly Riza India az angolok nélkül 1907)
- Vers Ispahan (1904)
- La Troisième Jeunesse de Madame Prune (1905)
- Les Désenchantées (1906) (ford. Kőnig György Az ébredők 1908)
- La Mort de Philae (1909)
- Le Château de la Belle au Bois dormant (1910)
- Un Pèlerin d'Angkor (1912)
- La Turquie Agonisante (1913)
- La Hyène Enragée (1916)
- Quelques Aspects du Vertige Mondial (1917)
- L'Horreur Allemande (1918)
- Prime Jeunesse (1919)
- La Mort de Notre Chère France en Orient (1920)
- Suprêmes Visions d'Orient (1921)
- Un Jeune Officier Pauvre (1923, posztumusz)
- Lettres à Juliette Adam (1924, posztumusz)
- Journal Intime (1878–1885)
- Correspondence Inédite (1865–1904, Kiadatlan levelezései, 1929)

Magyarul elbeszélései a Pesti naplóban (1899 – 1902) és a Világban (1910 – 1911) jelentek meg.

## Magyarul
- Izlandi halász. Regény; ford. Kováts S. János; Franklin, Bp., 1896 (Szépirodalmi könyvtár)
- Chrysanthéme asszonyság; ford. ifj. Lónyay Sándorné; Sachs–Pollák, Bp., 1899
- Tűnő képek; ford. Marquis Géza; Lampel, Bp., 1901 (Magyar könyvtár)
- Aziyadé. Levelek és töredékek egy angol tengerésztiszt naplójából; ford. Kéméndyné Novelly Riza; Singer és Wolfner, Bp., 1903 (Egyetemes regénytár XVIII.)
- India az angolok nélkül, 1-2.; ford. Novelly Riza; Singer és Wolfner, Bp., 1907 k. (Universális könyvtár)
- Az ébredők; ford. Kőnig György; Franklin, Bp., 1908
- Egyiptomi képek; ford. Balla Ignác; Lampel, Bp., 1912 (Magyar könyvtár)
- Izlandi halászok; ford. Hegedűs Arthur; Uránia, Bp., 1918
- Krizantém asszony; ford. Vészi Margit; Athenaeum, Bp., 1919 (Athenaeum könyvtár)
- Egy spahi története. Regény; ford. Aranyossy Pál; Athenaeum, Bp., 1920 (Jeles írók könyvtára)
- Yves testvérem; ford. Kelen Ferenc; Világirodalom, Bp., 1920 (Világirodalom könyvtár)
- A három kasbahi nő; ford. Pongrácz Árpád; Világirodalom, Bp., 1920